# Kanton hercegowińsko-neretwiański
Kanton hercegowińsko-neretwiański – jeden z dziesięciu kantonów Bośni i Hercegowiny, składający się głównie z doliny Neretwy. Jako jedyny bośniacki kanton ma dostęp do morza (Adriatyk). Wybrzeże ma około 21 km długości i znajduje się w gminie Neum. Ten obszar dzieli sąsiednią Chorwację na dwie części, które od lipca 2022 połączone są mostem Pelješac.

## Podział administracyjny
- Miasto Čapljina
- Miasto Mostar
- Gmina Čitluk
- Gmina Jablanica
- Gmina Konjic
- Gmina Neum
- Gmina Prozor-Rama
- Gmina Ravno
- Gmina Stolac

## Geografia i historia
Największym miastem kantonu i piątym co do wielkości w kraju jest Mostar, słynący ze swojego Starego Mostu. Podczas II wojny światowej pod Jablanicą i Konjicem toczyły się bitwy; w Jablanicy znajduje się muzeum wojenne. W kantonie znajduje się również sanktuarium Međugorje.
Neretwa płynie przez miasta Konjic, Jablanica, Mostar oraz Čapljina, po czym wpływa do Chorwacji i uchodzi do Adriatyku. W kantonie znajdują się również pokaźne jeziora, np. Jablaničko jezero koło Jablanicy.

## Podziały etniczne
Kanton jest zamieszkany zarówno przez Boszniaków i Chorwatów, w odróżnieniu od innych kantonów, które są raczej monoetniczne.
Chorwaci są większością w gminach Čapljina, Čitluk, Neum, Prozor-Rama, Ravno i Stolac, Boszniacy w regionach Jablanica i Konjic. Miasto Mostar jest podzielone prawie pół na pół (47% / 48%) pomiędzy Boszniaków a Chorwatów.
- Chorwaci – 110 714 (50,5%)
- Boszniacy – 102 019 (46,5%)
- Serbowie – 5 486 (2,5%)
- inni – 1 004 (0,5%)

## Zobacz też

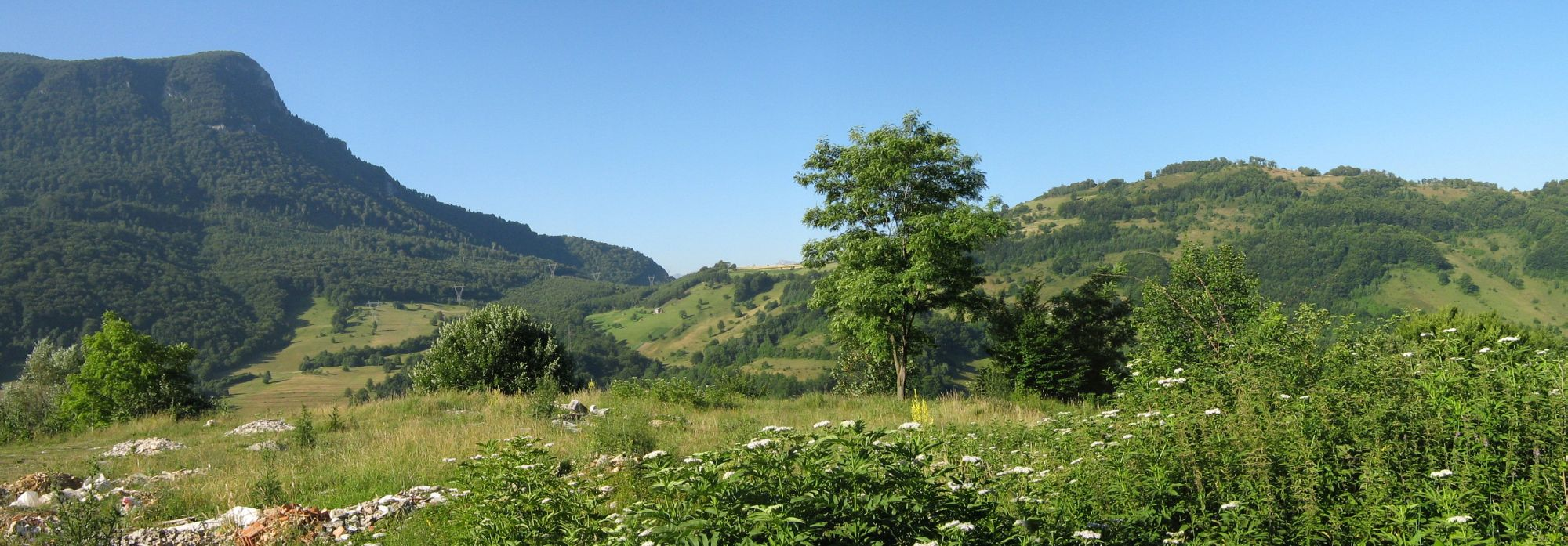
Kanton hercegowińsko-neretwiański, gmina Konjic